# 沃茲沃思 (伊利諾伊州)
沃茲沃思（英語：Wadsworth）是位於美國伊利諾伊州萊克縣的一個村落。

## 地理
沃茲沃思的座標為42°26′10″N 87°55′16″W / 42.43611°N 87.92111°W，而該地最高點為海拔高度220米（即722英尺）。

## 人口
根據2010年美國人口普查的數據，沃茲沃思的面積為25.27平方千米，當中陸地面積為25.03平方千米，而水域面積為0.24平方千米。當地共有人口3815人，而人口密度為每平方千米150人。